# Hershel W. Williams
Hershel Woodrow "Woody" Williams (2 de octubre de 1923-29 de junio de 2022) fue un suboficial del Cuerpo de Marines de los Estados Unidos y representante del servicio de veteranos del Departamento de Asuntos de los Veteranos de los Estados Unidos que recibió la más alta condecoración al valor del ejército de los Estados Unidos, la Medalla de Honor, por su heroísmo más allá del deber durante la batalla de Iwo Jima en la Segunda Guerra Mundial. Desde el fallecimiento de Charles H. Coolidge el 6 de abril de 2021, hasta su muerte el 29 de junio de 2022, Williams fue el último receptor vivo de la Medalla de Honor de la Segunda Guerra Mundial.

## Primeros años
Williams, el menor de once hermanos, nació y creció en una granja lechera de Quiet Dell, Virginia Occidental, el 2 de octubre de 1923. Al nacer, Williams pesaba 3 1⁄2 libras y no se esperaba que viviera. Su madre, Lurenna, decidió ponerle el nombre del médico que vino a la granja varios días después de su nacimiento. A los 11 años, su padre murió de un ataque al corazón y varios de sus hermanos habían fallecido a causa de una pandemia de gripe. Williams hizo trabajos esporádicos en la zona, como conductor de camiones para la empresa de construcción W.S. Harr de Fairmont, Virginia Occidental, y como taxista. Cuando se produjo el ataque a Pearl Harbor, estaba trabajando en Montana como miembro del Cuerpo Civil de Conservación.

## Servicio militar
Williams se sintió atraído por los Marines por sus uniformes azules que había visto llevar a varios hombres de su comunidad. No le gustaba el uniforme de lana marrón del Ejército, que consideraba "... la cosa más fea de la ciudad... Decidí que no quería llevar esa cosa, solo quiero llevar esos uniformes azules". Aparte del aspecto del uniforme, Williams no sabía nada de los marines. Con una estatura de 1,65 metros, cuando Williams intentó alistarse en el Cuerpo de Marines en 1942, le dijeron que era demasiado bajo para el servicio. Después de que se modificaran las normas de altura a principios de 1943, se alistó con éxito en la Reserva del Cuerpo de Marines en Charleston, Virginia Occidental, el 26 de mayo.
Williams recibió su entrenamiento como recluta en el Depósito de Reclutamiento del Marine Corps Recruit Depot San Diego, California. Al terminar, fue destinado al centro de entrenamiento de Camp Elliott en San Diego, donde entró en el batallón de entrenamiento de tanques el 21 de agosto de 1943. Al mes siguiente fue trasladado al batallón de infantería del centro de entrenamiento para recibir instrucción como hombre de demolición y en el uso de lanzallamas. El entrenamiento, dijo Williams, era técnico y se centraba en el diseño del lanzallamas: tres tanques, dos de los cuales contenían una mezcla de combustible diésel y gas de aviación y un tercer tanque que contenía aire comprimido. Hubo poca formación sobre el uso operativo del arma. "Tuvimos que aprenderlo nosotros mismos", dijo.
Williams fue asignado al 32.º Batallón de Reemplazo el 30 de octubre de 1943, y partió hacia Nueva Caledonia, en Oceanía, el 3 de diciembre a bordo del M.S. Weltey Reden. En enero de 1944, pasó a la Compañía C, 1.º Batallón, 21.º Regimiento de Marines, 3.º División de Marines en Guadalcanal. En julio y agosto de 1944, fue destinado a la Compañía del Cuartel General y participó en acciones contra los japoneses durante la Batalla de Guam. En octubre, se reincorporó a la Compañía C.

### Acción de la Medalla de Honor
La siguiente y última campaña de Williams fue en la Batalla de Iwo Jima, donde se distinguió con acciones "más allá del deber", por lo que se le concedería la Medalla de Honor. El 21 de febrero de 1945, desembarcó en la playa con el 1.er Batallón, 21.º de Marines. Por entonces cabo, se distinguió dos días después cuando los tanques estadounidenses, que intentaban abrir una vía para la infantería, se encontraron con una red de fortines de hormigón armado. Inmovilizado por el fuego de las ametralladoras, el comandante de su compañía pidió a uno de sus hombres que colocara una carga de alto explosivo en un poste y, con el apoyo de Williams y su lanzallamas y de varios fusileros de los Marines, introdujera el arma improvisada en una abertura del fortín del enemigo. Mientras luchaban por llegar al fortín, cayeron todos los hombres, excepto él. Sin inmutarse, llegó al primer fortín, introdujo la boquilla del lanzallamas en la abertura del fortín y disparó el arma, matando a todos los soldados que estaban dentro. A continuación, regresó cinco veces a la zona de su compañía, repostó su arma y avanzó para destruir los restantes pastilleros.
Cubierto por solo cuatro fusileros, luchó durante cuatro horas bajo un terrible fuego enemigo de armas pequeñas y regresó repetidamente a sus propias líneas para preparar cargas de demolición y obtener lanzallamas listos para el servicio. Volvió al frente, con frecuencia a la retaguardia de los emplazamientos hostiles, para arrasar una posición tras otra. En una ocasión, una brizna de humo le alertó de la salida de aire de un búnker japonés, y se acercó lo suficiente como para meter la boquilla de su lanzallamas por el agujero, matando a los ocupantes. En otra ocasión, fue embestido por fusileros enemigos que intentaron detenerlo con bayonetas y los mató con una ráfaga de llamas de su arma. Williams ha dicho que gran parte de la acción "está en blanco. No tengo ningún recuerdo".
Estas acciones ocurrieron el mismo día en que se izaron dos banderas en el Monte Suribachi, y Williams, a unos mil metros del volcán, pudo presenciar el acontecimiento. Luchó durante el resto de la batalla, que duró cinco semanas, aunque el 6 de marzo fue herido en la pierna por metralla, por lo que se le concedió el Corazón Púrpura.
En septiembre de 1945, regresó a los Estados Unidos, y el 1 de octubre se incorporó al Cuartel General del Cuerpo de Marines en Washington D.C. El 5 de octubre de 1945, el presidente Harry S. Truman le entregó la Medalla de Honor junto con otros trece militares en la Casa Blanca.
El 22 de octubre de 1945, fue trasladado al Cuartel de la Marina, Centro de Entrenamiento Naval de Bainbridge, Maryland, para ser licenciado. Fue dado de baja honorablemente de la Reserva del Cuerpo de Marines el 6 de noviembre de 1945.

### Servicio de posguerra
En marzo de 1948, volvió a alistarse en la Reserva inactiva del Cuerpo de Marines, pero fue dado de baja de nuevo el 4 de agosto de 1949.
El 20 de octubre de 1954, pasó a la Reserva de la Infantería de Marina Organizada cuando la 98.ª Compañía de Infantería Especial fue autorizada por el Cuartel General del Cuerpo de Marines para ubicarse en Clarksburg, Virginia Occidental. Fue destinado a la 25.ª Compañía de Infantería del Cuerpo de Marines en Huntington, Virginia Occidental, el 9 de junio de 1957, convirtiéndose posteriormente en el Oficial Comandante (interino) de esa unidad como suboficial el 6 de junio de 1960. Fue designado Oficial de Movilización para la 25.ª Compañía de Infantería y los alrededores de Huntington el 11 de junio de 1963.
Durante su estancia en la Reserva del Cuerpo de Marines, fue ascendiendo en el escalafón de suboficiales hasta alcanzar el rango final de suboficial jefe 4 (CWO4). Aunque el CWO4 Williams técnicamente no cumplía los requisitos de jubilación, fue retirado con honores de la Reserva del Cuerpo de Marines en 1969, tras unos 17 años de servicio.

### El misterio de los salvadores de Williams
Dos de los cuatro fusileros que le cubrían murieron. En 2020 Williams dijo: "Una vez que me enteré de lo ocurrido, esta Medalla de Honor adquirió un significado diferente. Dije que, a partir de ese momento, no me pertenece. Les pertenece a ellos. La llevo en su honor. La mantengo brillando por ellos, porque no hay mayor sacrificio que cuando alguien sacrifica su vida por ti y por mí". En 2017, el ejecutivo de UPS Pat O'Leary y uno de los nietos de Williams descubrieron, a través de documentales, la identidad de los dos marines que sacrificaron sus vidas por Williams durante la batalla de Iwo Jima. Fueron identificados como el cabo Warren Harding Bornholz, de veinticuatro años, de la ciudad de Nueva York, y el soldado de primera clase Charles Gilbert Fischer, de veinte años, de Somers, Montana.

## Vida civil
Después de la Segunda Guerra Mundial, Williams aceptó un trabajo como consejero de Asuntos de Veteranos y se retiró con treinta y tres años de servicio. Durante años, luchó contra las secuelas del estrés del combate hasta 1962, cuando experimentó una renovación religiosa. Posteriormente, fue capellán de la Sociedad de la Medalla de Honor del Congreso durante 35 años. También fue miembro de los Hijos de la Revolución Americana y de la Liga del Cuerpo de Marines. La Medalla de Honor de Williams está expuesta en el Museo y Biblioteca Militar Pritzker de Chicago.

### Reconocimientos y honores
En 1965, Williams recibió la Medalla al Servicio Distinguido de Virginia Occidental. En 1967, fue honrado por la Administración de Veteranos con el Premio al Servicio Civil en Vietnam por su servicio como consejero civil de las fuerzas armadas. En 1999, fue añadido al "Muro de la Fama" de la Fundación de la Ciudad de Huntington. En 2014 recibió el Premio del Fundador por su extraordinaria contribución a la misión del Museo y Biblioteca Militar Pritzker y a la preservación del patrimonio del Soldado Ciudadano.
La legislatura del estado de Virginia Occidental lo incluyó en el Salón de la Fama, ya que el estado lo nombró ciudadano distinguido de Virginia Occidental en 1980 y en 2013. Se encuentra en el "Muro de la Fama" en el Centro Cívico de la ciudad de Huntington, Virginia Occidental, nominado y seleccionado por los anteriores receptores que recibieron este honor. En su ciudad natal, Fairmont (Virginia Occidental), el Centro de Reserva de las Fuerzas Armadas Hershel "Woody" Williams, de 32 millones de dólares, es la única instalación de la Guardia Nacional del país que lleva el nombre de un marine.
En 2010, se creó la fundación sin ánimo de lucro Hershel Woody Williams Congressional Medal of Honor Education Foundation, Inc. "para honrar a las familias, los parientes y los hijos de las estrellas de oro que han sacrificado a un ser querido al servicio de su país". Williams formaba parte de la Junta Consultiva de Fundadores de la fundación.
El 4 de febrero de 2018, él junto con otros 14 receptores vivos de la Medalla de Honor fue honrado en el Super Bowl LII durante el lanzamiento de la moneda. Fue el único receptor vivo de la Medalla de Honor del Cuerpo de Marines de la Segunda Guerra Mundial más tarde y fue seleccionado para hacer el lanzamiento oficial de la moneda para el juego. La ceremonia del lanzamiento de la moneda batió el récord de participantes en el lanzamiento de la moneda, ya que la Super Bowl LII estaba dedicada a ellos.
Nombrado en su honor:
- Centro Médico de Veteranos Hershel "Woody" Williams en 1540 Spring Valley Dr, Huntington, WV 25704.
- Hershel "Woody" Williams VFW (Veterans of Foreign Wars) Post 7048 en Fairmont, West Virginia; 1310 Morgantown Ave. Fairmont WV 26554.
- West Virginia National Guard Armory en Fairmont, Virginia Occidental;
- Puente en Barboursville, Virginia Occidental; y
- Campo de atletismo en Huntington, Virginia Occidental.
- El USS Hershel "Woody" Williams (ESB-4), una plataforma móvil de desembarco construida por General Dynamics NASSCO en sus astilleros de San Diego. En agosto de 2016, Williams estuvo acompañado por Edward Byers en la ceremonia de colocación de la quilla del buque.[18]
  - El 7 de marzo de 2020, Williams estuvo presente en la ceremonia de puesta en marcha del buque.[19]

### 75.º aniversario
En una entrevista concedida a The Washington Post en 2020 para recordar el 75.º aniversario de la batalla de Iwo Jima, Williams atribuyó a su despertar religioso el haber acabado con sus pesadillas y haber transformado su vida.
"Es una de esas cosas que pones en el receso de tu mente. Estabas cumpliendo con una obligación que juraste hacer, defender a tu país. Cada vez que se quita una vida, siempre hay alguna secuela si se tiene algo de corazón".

## Fallecimiento
Willims falleció en el Hershel "Woody" Williams Veterans Affairs Medical Center de Huntington, Virginia Occidental, el 29 de junio de 2022, a la edad de 98 años. Fue el último superviviente de la Medalla de Honor de la Segunda Guerra Mundial. El 14 de julio de 2022, los restos de Williams descansan en la Rotonda del Capitolio de los Estados Unidos.

## Premios y condecoraciones
Las condecoraciones y premios militares de Williams incluyen:
|  | Medalla de Honor                                                                       |
|  | Corazón Púrpura                                                                        |
|  | Presidential Unit Citation                                                             |
|  | Encomienda de la Unidad de la Armada                                                   |
|  | Medalla de la Reserva del Cuerpo de Marines Seleccionado con dos estrellas de servicio |
|  | Premio al Servicio Civil en Vietnam                                                    |
|  | Medalla de la Campaña Americana                                                        |
|  | Medalla de la Campaña de Asia-Pacífico con dos estrellas de bronce                     |
|  | Medalla de Victoria de la Segunda Guerra Mundial                                       |
|  | Medalla de Servicio en la Defensa Nacional                                             |
|  | Medalla al Servicio Distinguido de Virginia Occidental                                 |